# Фільмографія Пак Сін Хє
Пак Сін Хє (кор. 박신혜, ханча: 朴信惠; нар. 18 лютого 1990) — південнокорейська акторка та співачка.

## Фільми
| Рік  | Назва                                                          | Роль             | Нотатки                     | Прим.  |
| ---- | -------------------------------------------------------------- | ---------------- | --------------------------- | ------ |
| 2006 | «Фобія кохання» (кор. «Ящірка»)                                | Пьон Джа         |                             | [ 1 ]  |
| 2007 | «Злі двійнята» (кор. «Батьківщина легенд»)                     | Со Йон / Хьо Чін |                             | [ 2 ]  |
| 2010 | «Агентство Сірано» (кор. «Агентство знайомств Сірано»)         | Мін Йон          |                             | [ 3 ]  |
| 2010 | «Зелені дні: Динозавр і я» (кор. «Мрія про дорогоцінний день») | О І Ран (голос)  | анімаційний фільм           | [ 4 ]  |
| 2012 | «Чекати Чан Чун Хва»                                           | Сін Хє           | короткометражний фільм      | [ 5 ]  |
| 2013 | «Диво в камері № 7»                                            | Є Син (доросла)  |                             | [ 6 ]  |
| 2013 | «Один прекрасний день» (кор. «Камінь, папір, ножиці кохання»)  | Ин Хі            | короткометражний відеофільм | [ 7 ]  |
| 2014 | «Королівський кравець»                                         | Королева         |                             | [ 8 ]  |
| 2015 | «Краса всередині»                                              | У Джін           | камео                       | [ 9 ]  |
| 2016 | «Мій надокучливий брат» (кор. «Старший брат»)                  | Лі Су Хьон       |                             | [ 10 ] |
| 2017 | «Серце почорніло» (кор. «Мовчання»)                            | Чхве Хі Чон      |                             | [ 11 ] |
| 2020 | «#Живий»                                                       | Кім Ю Бін        |                             | [ 12 ] |
| 2020 | «Дзвінок із минулого» (кор. «Дзвінок»)                         | Кім Со Йон       | фільм Neflix                | [ 13 ] |

## Телевізійні серіали
| Рік       | Назва                                             | Роль                                       | Мережа    | Нотатки                                | Прим.         |
| --------- | ------------------------------------------------- | ------------------------------------------ | --------- | -------------------------------------- | ------------- |
| 2003-2004 | «Сходи в небеса»                                  | молода Хан Чон Со                          | SBS       |                                        | [ 14 ]        |
| 2004      | «Беззупинно 4»                                    | У ролі себе                                | MBC       | Камео, серія 73                        | [ 15 ]        |
| 2004      | «Якщо знову чекати наступного поїзда»             | Йон Ран (в дитинстві)                      | KBS       | Місто драми                            | [ 16 ]        |
| 2004      | «Не один»                                         | Ан Чін Хє, дочка редактора                 | SBS       |                                        | [ 17 ]        |
| 2004      | «Дуже щасливе Різдво»                             | Сі Ин                                      | MBC       | Найкращий театр MBC                    | [ 18 ]        |
| 2005      | «Новому батьку — двадцять дев'ять років»          | Сон Те Ін                                  | KBS2      | Спеціальний серіал                     | [ 19 ]        |
| 2005      | «Милий чи божевільний»                            | У ролі себе                                | SBS       |                                        | [ 20 ]        |
| 2005      | «Один чудовий день»                               | Хі Кьон                                    | MBC       | Спеціальний серіал                     | [ 21 ]        |
| 2005      | «Довгоногий батечко»                              | Со Ґьон                                    | KBS1      | Спеціальний серіал                     | [ 22 ] [ 23 ] |
| 2006      | «Сеул 1945»                                       | Чхве Ким Хі                                | KBS1      | Камео, серії 2-4                       | [ 24 ]        |
| 2006      | «Дерево небес»                                    | Хана                                       | SBS       |                                        | [ 25 ]        |
| 2006      | «Веселкова романтика»                             | Сін Хє                                     | MBC       | Камео, серія 117                       | [ 26 ]        |
| 2007      | «Палац С»                                         | Шін Се Рьон                                | MBC       |                                        | [ 27 ]        |
| 2007      | «Декілька питань, які роблять нас щасливим»       | Хьон Чі                                    | KBS2      | Розділ: «Сім'я»                        | [ 28 ]        |
| 2007-2008 | «Кубики марінованої редьки» (кор. «Редька кімчі») | Чан Са Я                                   | MBC       |                                        | [ 29 ]        |
| 2008      | «Пічхонму»                                        | А Лі Шуй (Арісу)                           | SBS       |                                        | [ 30 ]        |
| 2009      | «Ти прекрасний!»                                  | Ко Мі Нам / Ко Мін Ньо                     | SBS       |                                        | [ 31 ]        |
| 2010      | «Моя дівчина — куміхо»                            | Ко Мін Ньо                                 | SBS       | камео, серія 6                         | [ 32 ]        |
| 2010      | «Високий удар 2: Крізь дах»                       | Майбутня Хе Рі                             | MBC       | камео, серія 119                       | [ 33 ]        |
| 2011      | «Струни душі»                                     | Лі Кю Вон                                  | MBC       | 15 серій                               | [ 34 ]        |
| 2011      | «Хаяте, бойовий дворецький»                       | Сяо Чжи / Саньцяньюань Чжи                 | FTV       | Драма Республіки Китаю                 | [ 35 ]        |
| 2012      | «Не хвилюйся, я привид»                           | Йон Хва                                    | KBS2      | Одноактна спеціальна драма             | [ 36 ]        |
| 2012      | «Король драм»                                     | Головна акторка серіалу «Витончена помста» | SBS       | камео, серія 1                         | [ 37 ]        |
| 2013      | «Сусідські хлопці-квіткарі»                       | Ко Ток Мі                                  | tvN       |                                        | [ 38 ]        |
| 2013      | «Приголомшливі хлопці»                            | Ко Мін Ньо                                 | FTV / GTV | Драма Республіки Китаю, камео, 1 серія | [ 39 ]        |
| 2013      | «Спадкоємці»                                      | Чха Ин Сан                                 | SBS       |                                        | [ 40 ]        |
| 2014–2015 | «Піноккіо»                                        | Чхве Ін Ха                                 | SBS       |                                        | [ 41 ]        |
| 2016      | «Шоумен»                                          | Асистентка менеджера Пак                   | SBS       | камео, серія 3                         | [ 42 ]        |
| 2016      | «Ко Хо, зоряна ніч»                               | Касир крамниці                             | Sohu      | камео, серія 8                         | [ 43 ]        |
| 2016      | «Лікарі»"                                         | Ю Хє Чон                                   | SBS       |                                        | [ 44 ]        |
| 2017      | «Любовна лихоманка»                               | Ю Хє Чон                                   | SBS       | камео, серія 21                        | [ 45 ]        |
| 2018-2019 | «Спогади про Альгамбру»                           | Чон Хий Чу/Емма                            | tvN       |                                        | [ 46 ]        |
| 2021      | «Сізіф: Міф»                                      | Кан Со Хе                                  | JTBC      |                                        | [ 47 ]        |
| 2023      | «Лікар Сламп»                                     | Кім Ха Ниль                                | JTBC      |                                        | [ 48 ]        |

### Телевізійні шоу
| Рік  | Назва                      | Роль                        | Мережа | Нотатки        | Прим.  |
| ---- | -------------------------- | --------------------------- | ------ | -------------- | ------ |
| 2012 | «Музика і текст пісні»     | Учасниця акторського складу | MBC    | з Ю Ґон        | [ 49 ] |
| 2018 | «Маленький будинок у лісі» | Учасниця акторського складу | tvN    | із Со Чі Сопом | [ 50 ] |

## Як ведуча
| Рік       | Назва                   | Мережа     | Нотатки                      | Прим.  |
| --------- | ----------------------- | ---------- | ---------------------------- | ------ |
| 2007-2008 | «Фантастичний партнер»  | MBC        |                              | [ 51 ] |
| 2009      | Melon Music Awards      | Н/Д        | з Чан Кин Сок                | [ 52 ] |
| 2009      | SBS Gayo Daejeon        | SBS        | з Чон Йон Хва і Кім Хі Чхоль | [ 53 ] |
| 2011      | Hallyu Dream Concert    | Н/Д        | з Ок Тхек Йон і Чхве Мін Хо  | [ 54 ] |
| 2011      | Melon Music Awards      | MBC every1 | з Лі Тхик і Юн Ту Джун       | [ 55 ] |
| 2012      | Kpop Collection Okinawa | Н/Д        | з Лі Син Ґі                  | [ 56 ] |
| 2014      | Премія SBS драма        | SBS        | з Лі Хві Дже і Пак Со Джун   | [ 57 ] |

## Документальні фільми
| Рік  | Назва                                                    | Мережа    | Нотатки              | Прим.  |
| ---- | -------------------------------------------------------- | --------- | -------------------- | ------ |
| 2009 | «It City Пак Сін Хє у Новій Каледонії: Візьміть цей рай» | O'live TV |                      | [ 58 ] |
| 2011 | «STOP HUNGER»                                            | MBC       | Благодійність у Гані | [ 59 ] |
| 2012 | «It City Лікувальна подорож Пак Сін Хє до Гонконгу»      | O'live TV |                      | [ 60 ] |
| 2013 | «Журнал фото кемпінгу»                                   | OnStyle   | з Пак Се Йон         | [ 61 ] |
| 2020 | «Humanimals»                                             | MBC       |                      | [ 62 ] |

## Поява в музичних відео
| Рік  | Назва пісні            | Виконавець                         | Нотатки        | Прим.  |
| ---- | ---------------------- | ---------------------------------- | -------------- | ------ |
| 2001 | «…Do You Love Me!»     | Лі Син Хван                        | Найперша поява | [ 63 ] |
| 2003 | «Flower»               | Лі Син Хван                        |                | [ 14 ] |
| 2004 | «I Ask Myself»         | Лі Син Хван                        |                | [ 64 ] |
| 2004 | «Fake Love Song»       | Лі Син Хван                        |                |        |
| 2006 | «Letter»               | Кім Чон Ґук                        |                | [ 65 ] |
| 2008 | «Saechimtteki»         | 45RPM                              |                | [ 66 ] |
| 2009 | «Call Me»              | Тхе Ґун                            |                | [ 67 ] |
| 2009 | «Super Star»           | Тхе Ґун                            |                | [ 68 ] |
| 2012 | «Alone in Love»        | Лі Син Ґі                          |                | [ 69 ] |
| 2012 | «Aren't We Friends»    | Лі Син Ґі                          |                | [ 70 ] |
| 2013 | «Eraser»               | Со Чі Сопом                        |                | [ 71 ] |
| 2014 | «My Dear»              | Сін Хє                             |                | [ 72 ] |
| 2014 | «You Are So Beautiful» | Сін Хє з Super Junior, EXO та інші |                | [ 73 ] |
| 2015 | «Insensible»           | Лі Хон Кі                          |                | [ 74 ] |
| 2017 | «Wish»                 | Чон Чун Іл                         |                | [ 75 ] |
| 2021 | «자유비행»             | Dvwn                               |                | [ 76 ] |